# Irherm
Irherm (arabiska: ايغرم) är en stad i Marocko. Den ligger i provinsen Taroudannt och regionen Souss-Massa, 500 km söder om huvudstaden Rabat. Antalet invånare var 4 108 vid folkräkningen 2014.